# Christine (film, 1958)
Pour les articles homonymes, voir Christine.
Pour plus de détails, voir Fiche technique et Distribution.
Christine est un film franco-italien réalisé par Pierre Gaspard-Huit, sorti en 1958. Il s'agit d'une reprise de Liebelei, film que Max Ophüls a tiré en 1933 d'une pièce d'Arthur Schnitzler.

## Synopsis
Vienne, 1906. La baronne Lena Eggersdorf entretient depuis un an une liaison avec le jeune et séduisant Franz Lobheimer. Celui-ci voudrait rompre mais ne sait comment s'y prendre. Un soir, son meilleur ami et confident, le lieutenant Théo Kaiser, l'entraîne à Grinzing et lui présente deux charmantes jeunes filles : l'une brune et malicieuse, prénommée Mizzie et l'autre blonde et secrète, Christine. Un flirt s'ébauche entre Mizzie et Théo tandis que Christine et Franz, intimidés, restent face à face sans oser se regarder. En raccompagnant Christine chez elle, Franz apprend qu'elle est la fille d'un musicien de l'Opéra, M. Weiring, et qu'elle est presque fiancée à un compositeur fade et ridicule.

### Synopsis deLiebelei
Le film dresse un tableau de la société viennoise d'avant la Première Guerre mondiale.
Le lieutenant Franz Lobheimer a une liaison avec la baronne Eggersdorf. Par le biais de son ami Theo Kaiser, il fait la connaissance de Christine, la fille d'un musicien de chambre. Les deux jeunes gens tombent amoureux.
Mais le passé de Franz le rattrape : le mari de la baronne découvre des preuves de leur relation adultère et réclame réparation. Il exige que l'affaire soit réglée par un duel. Au risque de perdre sa position, Theo tente de convaincre la hiérarchie militaire d'intervenir dans cette affaire, en vain. Lors du duel, Franz est mortellement blessé.
Dégoûté par les codes de l'honneur qui ont coûté la vie de son ami, Theo quitte l'armée et revient à la vie civile. Quand lui et sa petite amie, Mizzi, annoncent à Christine la mort de son bien-aimé, celle-ci, par désespoir, se jette par la fenêtre.

## Fiche technique
- Titre : Christine
- Titre italien : L'amante pura
- Réalisation : Pierre Gaspard-Huit
- Scénario : Pierre Gaspard-Huit et Hans Wilhelm, d'après Liebelei, pièce de théâtre d'Arthur Schnitzler
- Dialogues : Georges Neveux
- Assistant réalisateur : Pierre Lary, Philippe Baraduc
- Images : Christian Matras
- Opérateur : Gilbert Chain
- Décors : Jean d'Eaubonne, assisté de Jacques Gut
- Montage : Louisette Hautecoeur
- Musique : Georges Auric. La chanson Les Amants de quatre sous : paroles de Jacques Larue
- Orchestre dirigé par Jacques Métehen (éditions Continental et Paris Etoile)
- Costumes : Rosine Delamare et Georgette Fillion (chef costumière)
- Les coiffures sont des créations d'Alexandre
- Son : Antoine Petitjean
- Chef de production : Michel Safra
- Directeur de production : Henri Baum
- Assistant de production : U. Picard
- Administrateur de production : Robert Demollière
- Ensemblier : Charles Mérangel
- Script-girl : Simone Chavaudra
- Photographe de plateau : Serge Beauvarlet
- Maquillage : Anatole Paris et Madeleine Paris
- Régisseur général : André Retbi
- Enregistrement Western Electric par la société Optiphone
- Tirage : Laboratoire Franay L.T.C Saint-Cloud
- Effets spéciaux : LAX
- Tournage dans les studios de Boulogne du 23 juin au 30 août 1958
- Sociétés de production :  Speva-Films - Play-Art (Paris) .  Rizzoli Film (Rome)
- Distribué par : Cinédis
- Pays de production :  France,  Italie
- Année : 1958
- Genre : Film dramatique
- Durée : 100 minutes
- Format : Pellicule 35mm, couleur par Eastmancolor
- Date de sortie : 
  - France : 24 décembre 1958
- Visa d'exploitation : 10.695
- Affiche : René Péron (France)

## Distribution
- Romy Schneider : Christine Weiring (VF : Gilberte Aubry) (pour le chant : Mathé Altéry)
- Alain Delon : Franz Lobheimer, sous-lieutenant des dragons
- Micheline Presle : la baronne Lena Eggersdorf
- Sophie Grimaldi : Mizzie, l'amie de Christine employée d'un chapelier
- Jean-Claude Brialy : le lieutenant Theo Kaiser, l'ami de Franz
- Fernand Ledoux : M.Weiring, violoncelliste et père de Christine
- Jacques Duby : Joseph Binder, compositeur et amoureux évincé de Christine
- François Chaumette : Wimmer, un ami du baron
- Jean Galland : le baron Eggersdorf
- Jacques Toja : Schaffer, sous-officier des dragons
- Bernard Dhéran : le capitaine Lansky
- Jean Lagache : Linz, sous-officier des dragons
- Jean Davy : le colonel des dragons
- Allain Dhurtal : un témoin du baron Eggersdorf
- Joseph Egger : le concierge de l'appartement de Theo
- Marius Gaidon : un des maquais du baron
- Yvonne Clech : cliente du chapelier où travaille Mizzie
- André Retbi
- Claudine Auger : une danseuse
- Carl Lange
- Colette Proust
- Dominique Zardi : (à vérifier, mais ressemblance faciale) l'empereur autrichien François-Joseph Ier
- Pierre Durou
- Jean-Pierre Zola
- Virginie Ramu
- Elena Cardy

## Accueil critique
Jean Tulard estime que cette version n'est pas à la hauteur de la version de Max Ophüls, mais que "cette nouvelle version, à défaut de mise en scène, comporte quelques attraits : une photo très soignée avec des couleurs superbes, de très beaux décors et de splendides costumes."

## Autour du film
- Romy Schneider tient le rôle que sa mère, Magda Schneider, tenait en 1933 dans Liebelei, dont Christine est le remake.
- C'est lors du tournage de ce film que se rencontrèrent pour la première fois Alain Delon et Romy Schneider. Ils se fiancèrent après le tournage.
- Une ou plusieurs scènes ont été tournées à Versailles, rue du Peintre-Lebrun (angle de la rue Eudore-Soulié)[3].